# ليمان شيروود
ليمان شيروود (بالإنجليزية: Lyman Sherwood)‏ هو محامي وسياسي أمريكي، ولد في 5 أغسطس 1802، وتوفي في 2 سبتمبر 1865. حزبياً، نشط في الحزب الديمقراطي. وقد انتخب عضو مجلس ولاية نيويورك.